# あなたに花を捧げましょう
『あなたに花を捧げましょう』（あなたにはなをささげましょう）は、大海とむによる日本の漫画作品。
『プチコミック』（小学館）にて2010年1月号から2011年8月号まで連載されていた。単行本は全4巻。

## あらすじ
資産家の娘・セリには、家同士が決めた婚約者・柚月がいた。時代錯誤も甚だしいこの話にセリはずっと抗ってきたが、交渉虚しく柚月の実家である古御堂の本家を訪れることになる。そこでセリは、古御堂の先祖たちの幽霊に会い、古御堂家の男子は早死にする家系であることを聞かされ、柚月が自分との婚約にかける思いを知る。その上セリには邪気を祓う不思議な力があることが分かり、セリの心は大きく揺らめく。

## 登場人物
畑中 セリ（はたなか せり）
22歳。勝ち気な性格で、柚月との婚約が決められた10歳の時から一貫して反抗してきた。その一方で、非常に怖がりでもある。柚月の命を狙う「邪気」を祓う力があること、柚月の自分に対する一途な想いを知り、結婚を承諾する。
畑中家は全国でも指折りの資産家だが、格式はない。大学時代の友人と雑貨店を共同経営している。
古御堂 柚月（ふるみどう ゆづき）
セリの1歳年下の幼なじみで婚約者。古御堂家は旧家だが金はない。また、男子が生まれにくく、生まれても何かの祟りか皆早世してしまう運命にあり、柚月の前に男子が当主だったのは3代前。
古御堂 晴久（ふるみどう はるひさ）
古御堂家の先祖（幽霊）。柚月を早世させぬよう先祖一同で見守っている。柚月の母がセリにあげた、古御堂家に古くから伝わる翡翠の指輪に宿る。かなり古い代の先祖で、姿を現すだけでもかなり力を消耗するらしい。
守屋（もりや）
セリの大学時代の友人で、雑貨店の共同経営者。セリのことが好き。
古御堂 晴海（ふるみどう はるみ）
古御堂家の先祖。柚月の曾祖母の兄に当たり、男子の当主だった最後の人。晴久と違い、物腰の柔らかい話し方をする優しい人。
畑中 隆人（はたなか たかひと）
セリの父親。娘のためなら金を惜しまない。
古御堂 充尋（ふるみどう みつひろ）
柚月の父親。婿養子。妻（柚月の母）は非常に開けっぴろげな性格。

## 書誌情報
大海とむ 『あなたに花を捧げましょう』 〈小学館・プチコミック フラワーコミックスα〉 全4巻
1. 2010年05月10日発売、ISBN 978-4-09-133166-3
2. 2010年11月10日発売、ISBN 978-4-09-133410-7
3. 2011年05月10日発売、ISBN 978-4-09-133750-4
4. 2011年10月7日発売、ISBN 978-4-09-134163-1